# Margareta Bergman (författare)
Karin Anna-Margareta Britten Austin, känd under flicknamnet Margareta Bergman, född 22 augusti 1922 i Uppsala, död 27 september 2006 i Farsta församling i Stockholm, var en svensk författare och bibliotekarie. 
Margareta Bergman var dotter till kyrkoherden och hovpredikanten Erik Bergman och Karin Bergman, född Åkerblom. Hon var yngre syster till diplomaten Dag Bergman och regissören Ingmar Bergman. Efter akademiska studier blev hon filosofie kandidat 1947.
Hon var från 1951 gift med den brittiske författaren Paul Britten Austin (1922–2005) i hans andra äktenskap, känd för sin biografi över Carl Michael Bellman och Napoleons invasion i Ryssland skildrad genom endast ögonvittnens berättelser. De bodde i Stockholm från 1948 till 1957 när Britten Austin var chef över Sveriges Radios engelskspråkiga sändningar och flyttade sedan till Sussex i England, UK, när han ledde the Swedish Tourist Office i London från 1957 till 1968. De flyttade sedan tillbaka till Stockholm. De fick fyra barn. En svärson är artisten Peter Ekberg Pelz.
Margareta skrev dikter, noveller, romaner. I romanerna blandas uppdiktad verklighet med verklig. Jaget i Karin vid havet (1980) är prästdotter och har samma namn som Margaretas mamma Karin och är en Sophiasyster. Hon är gift med en till en början charmig engelsman som är chef och som börjar dricka för mycket, och till slut tar livet av sig på ett mycket våldsamt sätt. Boken är en av två som finns på engelska. Den översattes av Margaretas man Paul Britten Austen. Den andra är Spegel, spegel (1986). Jaget i den boken heter Jenny och är också prästdotter och är gift med fransmannen Jean Paul som arbetar hemifrån. En central scen i boken är det övergrepp Jenny utsätts för som sjuttonåring av flyktingen Peter från Nazityskland. Boken är översatt till engelska av dottern Veronica Ralston.          
Margareta Bergman är tillsammans med maken begravd på Norra begravningsplatsen i Stockholm i samma grav som mormors far Ernst Gottfried Calwagen.